# The View (singel)
The View – pierwszy (i zarazem jedyny) singiel amerykańskiego muzyka Lou Reeda oraz amerykańskiego heavymetalowego zespołu Metallica pochodzący z wydanego w 2011 roku albumu Lulu. Miał on swoją premierę 26 września 2011 roku.

## Lista utworów
Singiel iTunes
| Nr | Tytuł utworu | Długość |
| -- | ------------ | ------- |
| 1. | „The View”   | 5:17    |
|    |              | 5:17    |